# Melisa Domínguez Ruiz
Melisa Domínguez Ruiz és una activista d'extrema dreta espanyola, coneguda com a portaveu del col·lectiu neonazi Hogar Social Madrid (HSM).

## Biografia
Natural d'Alovera (província de Guadalajara), va cursar estudis bàsics en Azuqueca de Henares. Es va traslladar a Madrid per estudiar filosofia a la Universitat Autònoma de Madrid, on era coneguda com «la nazi». Amb un historial policial voluminós, el 2010 va ser condemnada per l'agressió a una llatinoamericana.
Resident al madrileny barri de la Ventilla, va militar a la Lliga Jove, vinculada a l'Moviment Social Republicà (MSR). Desencantada, es va deslligar de tots dos grups i va fundar el 2014 el Hogar Social Ramiro Ledesma (després Hogar Social Madrid, HSM), que va efectuar la seva primera okupació al districte de Tetuán. El HSM, format per neonazis (autodefinits com «patriotes»), i inspirat en les experiències d 'Alba Daurada i CasaPound, obté menjar en els supermercats i l'ofereix a famílies espanyoles.
Participant el 2016 en l'atac islamòfob a la mesquita de la M-30 per part de militants del HSM, va ser imputada com a conseqüència per un delicte d'odi.
Va ser detinguda el gener de 2020, després de liderar l'assalt per part d'un grup d'ultradretans de la planta baixa de la seu del PSOE al madrileny carrer de Ferraz. Així, al febrer de 2020, el Jutjat d'Instrucció número 13 de Madrid va imputar a Domínguez presumptes delictes de violació de persona jurídica i resistència a l'autoritat.
Mare d'un fill, Melisa D. Ruiz, que mai diu no a una entrevista, es manifesta com a contrària a l'avortament. Tampoc s'identifica com a feminista.